# Ol'ga Romas'ko
Ol'ga Vladimirovna Romas'ko (in russo Ольга Владимировна Ромасько?; Borodino, 18 aprile 1968) è un'ex biatleta russa.

## Biografia
In Coppa del Mondo ottenne il primo risultato di rilievo l'11 gennaio 1996 ad Anterselva (51ª) e la prima vittoria, nonché primo podio, l'8 dicembre 1996 a Östersund.
In carriera prese parte a un'edizione dei Giochi olimpici invernali, Nagano 1998 (27ª nella sprint, 33ª nell'individuale, 2ª nella staffetta), e a quattro dei Campionati mondiali, vincendo sette medaglie.

## Palmarès

### Olimpiadi
- 1 medaglia:
  - 1 argento (staffetta[2] a Nagano 1998)

### Mondiali
- 7 medaglie:
  - 3 ori (sprint[2] a Ruhpolding 1996; sprint[2] a Osrblie 1997; gara a squadre[2] a Pokljuka/Hochfilzen 1998)
  - 2 argenti (gara a squadre[2] a Osrblie 1997; staffetta[2] a Kontiolahti/Oslo 1999)
  - 2 bronzi (inseguimento[2], staffetta[2] a Osrblie 1997)

### Coppa del Mondo
- Miglior piazzamento in classifica generale: 17ª nel 1996
- 13 podi (4 individuali, 9 a squadre[1]), oltre a quelli ottenuti in sede olimpica e iridata e validi anche ai fini della Coppa del Mondo:
  - 7 vittorie (2 individuali, 5 a squadre)
  - 2 secondi posti (a squadre)
  - 4 terzi posti (2 individuali, 2 a squadre)

#### Coppa del Mondo - vittorie
| Data             | Località          | Nazione  | Spec.                                                     |
| ---------------- | ----------------- | -------- | --------------------------------------------------------- |
| 8 dicembre 1996  | Östersund         | Svezia   | RL (con Ol'ga Mel'nik, Galina Kukleva e Anna Volkova)     |
| 15 dicembre 1996 | Oslo Holmenkollen | Norvegia | RL (con Ol'ga Mel'nik, Galina Kukleva e Nadežda Talanova) |
| 12 gennaio 1997  | Ruhpolding        | Germania | RL (con Galina Kukleva, Nadežda Talanova e Ol'ga Mel'nik) |
| 19 gennaio 1997  | Anterselva        | Italia   | RL (con Ol'ga Mel'nik, Galina Kukleva e Nadežda Talanova) |
| 8 marzo 1997     | Nagano            | Giappone | SP                                                        |
| 15 gennaio 1998  | Anterselva        | Italia   | IN                                                        |
| 18 gennaio 1998  | Anterselva        | Italia   | RL (con Anna Volkova, Galina Kukleva e Al'bina Achatova)  |

Legenda:

SP = sprint

IN = individuale

RL = staffetta